# الترجمات في العصر الذهبي الإسباني

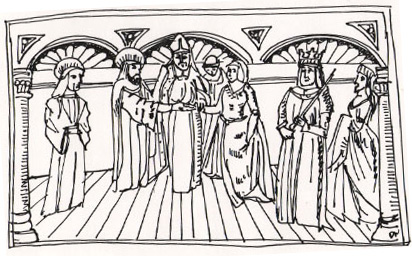

خلال العصر الذهبي الإسباني تم إنتاج عدد كبير من الترجمات، خاصة من اللغة العربية واللاتينية والكلاسيكية اليونانية إلى الإسبانية، وبالعكس، من الإسبانية إلى اللغات الأخرى.

## الخلفية
شهد العصر الذهبي الإسباني الذي امتد من أواخر القرن الخامس عشر إلى القرن السابع عشر، ازدهارًا في أشكال التعبير الثقافي والفني. كانت الترجمات الجيدة تُقدر بقيمة عالية كآلية يمكن من خلالها الوصول إلى الكلاسيكيات اللاتينية واليونانية وكذلك القناة التي يمكن من خلالها نقل أفضل الكتابات الإسبانية إلى بقية أنحاء أوروبا. وفي الوقت نفسه، كانت الفائدة للكتابات العلمية والطبية العربية القديمة لا تزال بارزة للغاية، على الرغم من حقيقة أنه تم طرد جزء كبير من المجتمع الإسلامي الذي رفض التحول للمسيحية من إسبانيا إلى جانب طرد اليهود الذين رفضوا بالمثل اعتناق المسيحية خلال عام 1492.
| أدب إسباني |
| --- |
| |
| أدب ألفونسو العاشر أدب العصور الوسطى الترجمات في العصر الذهبي الإسباني أدب عصر النهضة رواية فروسية رواية شطارية رواية بيزنطية ميغيل دي ثيربانتس أدب الباروك أدب عصر التنوير أدب الرومانسية أدب الواقعية أدب الحداثة الأولترايسمو جيل 98 جيل 1914 جيل 27 جيل الخمسينات رواية اجتماعية إسبانية ما بعد الحرب |
| انظر أيضًا |
| نقد أدبي • الانطباعية • رومانسية المدرسة الإبداعية • النقد أدب بورتوريكو • البوم الأمريكي اللاتيني البرناسي • واقعية أدبية • طبعانية الرومانسية الجديدة • العبثية في الأدب • باروكية • واقعية سحرية حداثة • كلاسيكية • سريالية • رمزية                                                                    |

تقلص تراث مدرسة طليطلة للمترجمين، والتي كانت مدرسة مرموقة تأسست خلال القرنين الثاني عشر والثالث عشر، بشكل كبير بعد طرد الموريسكيين واليهود من إسبانيا في عام 1492، ولكن استمرت تقاليد الترجمة من العربية إلى اللاتينية أو الإسبانية في العديد من الأحياء العربية القديمة بالمدن الإسبانية، بالرغم من أنها كانت تتم في كثير من الأحيان بشكل مستتر لتجنب شكوك محاكم التفتيش. وقد قُدمت ترجمة إسبانية معروفة من كتاب المسلمين المقدس القرآن، عام 1456، ولكن برغم ذلك، بعد عام 1492 تغير وضع الجالية المسلمة المتبقية في إسبانيا بشكل جذري عندما طُلب منهم قبول الدين المسيحي عن طريق التعميد كشرط للبقاء في إسبانيا.

## الترجمات إلى اللغة الإسبانية
كان يتوجب على أولئك المسلمين واليهود الذين اختاروا البقاء في إسبانيا مع الاحتفاظ بدينهم أن يقوموا بشعائرهم غير المسيحية في الخفاء. وكان يجب أن تبقى كتبهم الدينية مخفية، ولعدة سنوات كانوا يستخدمون المخطوطات العجَميَّة والتي كانت تستخدم الأبجدية العربية لتدوين اللغات الرومنسيةمثل اللغة المستعربة أو الإسبانية أو الإسبانية اليهودية. وقد لعبت المخطوطات العجَميَّة دورًا هامًا جدًا في الحفاظ على بعض المعتقدات الإسلامية للـمورسكيين وتقاليدهم بشكل سري. ومع ذلك، بمرور السنين أصبحوا غير قادرين بشكل متزايد على قراءة النصوص الأصلية وتحولوا أكثر فأكثر للترجمات الإسبانية. وعلى الرغم من تدمير العديد من هذه الترجمات من قبل محاكم التفتيش، إلا أن بعضها نجا وأصبح شاهدًا على المهمة الشاقة لترجمة الكتب الدينية ثم نسخها باليد. وفي عام 1606، قام ناسخ مورسكي للقرآن في إسبانيا بعمل هذه التدوينات الهامشية في خليط من القشتالية والعجمية والعربية:
| الترجمات في العصر الذهبي الإسباني | “Esta eskrito en letra de kristyanos ... rruega y suplica que por estar en dicha letra no lo tengan en menos de lo kes, antes en mucho; porque pues esta asi declarado, esta mas a vista de los muçlimes que saben leer el cristiano y no la letra de los muçlimes. Porque es cierto que dixo el annabî Muhammad que la mejor lengwa era la ke se entendía.” Translation of the passage: “It is written in the letters of the Christians: (the writer) begs that on account of being in those letters it not be belittled, but rather respected; because, being set down in this way, it can better be seen by those Muslims who know how to read Christian, but not Muslim, letters. For it is true that the Prophet Muhammad said that the best language was the one that could be understood.” | الترجمات في العصر الذهبي الإسباني |

ومع ذلك، كان الملوك الكاثوليك المتعاقبون حريصين على التعليم وأنشؤوا العديد من الجامعات ومراكز الدراسات، حيث كان يتم عمل الترجمات. وبجانب دراسة وترجمة الأعمال الفلسفية والعلمية من العربية واليونانية والعبرية وغيرها من اللغات من أوروبا وحوض البحر المتوسط، كان يتم عمل الترجمات من الأعمال الأدبية والأساطير المنقولة شفهيًا والتقاليد من اللغات الأصلية في العالم الجديد.

## الترجمات من الإسبانية

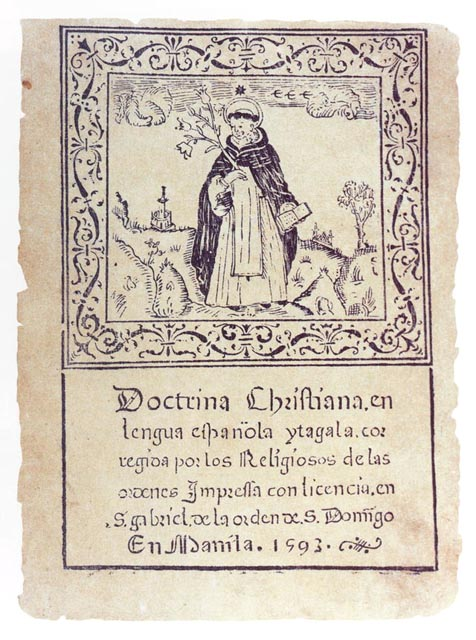
غلاف كتاب "العقيدة المسيحية" من عام 1593، والذي تم ترجمته إلى اللغة التاغالوغية والصينية.

لقد قامت الجوانب المعينة من الإنسانية الإسبانية في عصر النهضة بالكثير من أجل تشكيل الموقف الإسباني نحو الترجمة الأدبية. وفي هذه الفترة، أخذت اللغة الإنجليزية عددًا كبيرًا من الكلمات الإسبانية. وبدأ مؤلفو المعاجم الإنجليزية في تجميع قوائم الكلمات الإسبانية، بداية بجون ثوريوس عام 1590، وخلال القرنين المقبلين سهل هذا الاهتمام باللغة الإسبانية الترجمة إلى اللغتين وكذلك الاقتراض المتبادل للكلمات.
في العالم الجديد، تم عمل الترجمات خصيصًا من تلك الكتب التي تعتبر مناسبة لنشر العقيدة المسيحية في الأراضي البعيدة، غالبًا في أمريكا وآسيا.

## الانتقادات
انعكست معظم القضايا التي تنشأ عن القيام بهذه الكمية الهائلة والمتنوعة من الترجمات خلال هذه الفترة في رواية دون كيخوطي دي لا مانتشا للأديب ميغيل دي ثيربانتس، حيث يُرجع تأليف كتابه لعدد من الشخصيات والمترجمين، بعضهم له أسماء مورسكية (المورش) وبعضهم إسبانية والبعض الآخر من أجزاء أخرى من أوروبا. كما يُعرب ثيربانتس عن رأيه في عملية الترجمة، مقدمًا استعارة يائسة نوعًا ما للنتيجة النهائية للترجمات، والتي كثيرًا ما يتم ذكرها من قبل واضعي النظريات المعاصرين وخبراء الترجمة:
| الترجمات في العصر الذهبي الإسباني | “Pero con todo eso, me parece que el traducir de una lengua en otra, como no sea de las reinas de las lenguas, griega y latina, es como quien mira los tapices flamencos por el revés: que aunque se veen las figuras, son llenas de hilos que las escurecen, y no se veen con la lisura y tez de la haz.” | الترجمات في العصر الذهبي الإسباني |

ووفقًا لثيربانتس، تعد الترجمات (باستثناء تلك المترجمة بين اليونانية واللاتينية) مشابهة للبحث عن نسيج فلمنكي من على جانبه المعكوس، بالرغم من أن الشخصيات الرئيسية يمكن تمييزها، إلا أنه يتم حجبها من خلال الخيوط المفكوكة والافتقار إلى الوضوح على الجانب الأمامي.

## وصلات خارجية
- Robert of Ketton's Qu'ran, as edited by Bibliander (1550 revised edition)
- El Quijote y la traducción in Spanish